# Jüdischer Friedhof (Schwerte)

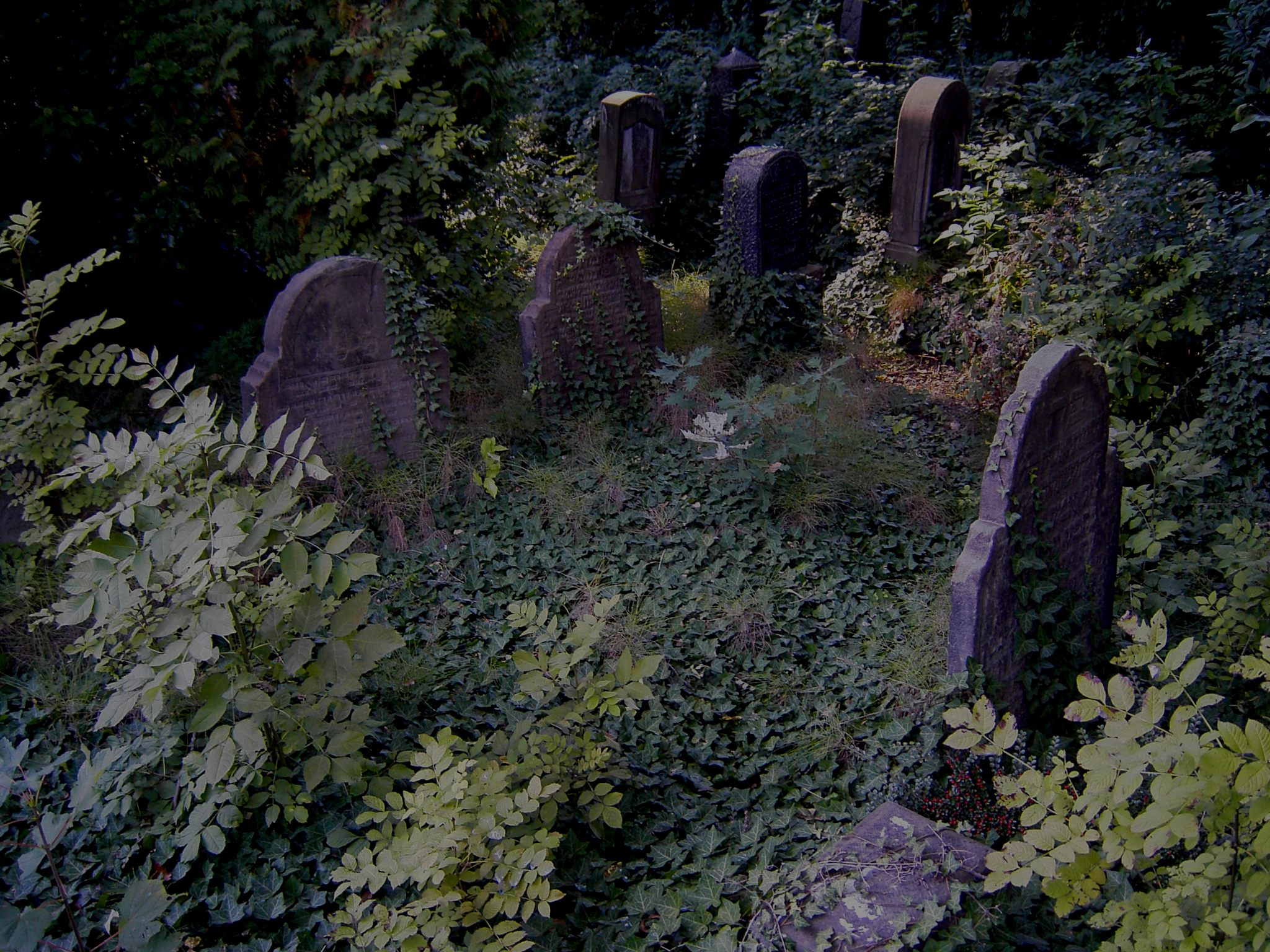
Grabsteine der Begräbnisstätte

Der Jüdische Friedhof Schwerte ist ein jüdischer Friedhof in Schwerte im Kreis Unna in Nordrhein-Westfalen.
Der am Nordwall gelegene Friedhof wurde erstmals im Jahr 1796 erwähnt und befand sich auf dem Gelände des Stadtgrabens am Nordwall.
Belegt wurde der Friedhof in der Zeit von etwa 1762 bis 1939. Es sind 78 Grabsteine erhalten.
Der Friedhof ist von einer etwa zwei Meter hohen Mauer umgeben und umfasst heute noch etwa 96 Gräber. Ein Teil des Friedhofes wurde vermutlich nach 1887 aufgefüllt und bebaut.